# Едрево
Едрево (болг. Едрево) — село в Болгарии. Находится в Старозагорской области, входит в общину Николаево. Население составляет 551 человек.

## Политическая ситуация
В местном кметстве Едрево, в состав которого входит Едрево, должность кмета (старосты) исполняет Венелин Георгиев Янков (коалиция в составе 2 партий: Национальное движение «Симеон Второй» (НДСВ), Граждане за европейское развитие Болгарии (ГЕРБ)) по результатам выборов.
Кмет (мэр) общины Николаево — Косё Христов Косев (Болгарская социалистическая партия (БСП)) по результатам выборов.